# Lifting the exponent lemma
In teoria dei numeri, il lifting the exponent lemma (spesso abbreviato con LTE) è un teorema riguardante la valutazione p-adica della differenza di potenze.

## Enunciato
Dato un primo dispari {\displaystyle p} e due numeri interi {\displaystyle x} e {\displaystyle y} tali che {\displaystyle p\mid x-y} ma {\displaystyle p\nmid x} e {\displaystyle p\nmid y}, allora {\displaystyle v_{p}(x^{n}-y^{n})=v_{p}(x-y)+v_{p}(n)} per ogni {\displaystyle n} naturale, dove {\displaystyle v_{p}(x)} è la valutazione {\displaystyle p}-adica di {\displaystyle x}.
Come corollario, se {\displaystyle n} è dispari, e {\displaystyle p\mid x+y}, allora {\displaystyle v_{p}(x^{n}+y^{n})=v_{p}(x+y)+v_{p}(n)}.